# Два богатирі
«Два богатирі» (рос. Два богатыря) — радянський мультиплікаційний фільм, випущений студією «Союзмультфільм» в 1989 році.

## Сюжет
Зі своїх країн на пошуки коханих виїхали російський богатир Іван і казахський воїн Батир. Іван хоче звільнити з полону Кощія Безсмертного червону дівчину Марію, в той час як Батир їде за красунею Алтиншаш, викраденої у нього злим девом. Але вийшло так, що дороги двох богатирів перетнулися, їх коні зіткнулися, і обидва почали з'ясовувати стосунки на мечах.

## Озвучування
- Дмитро Полонський — Іван, російський богатир
- Олександр Малов — Батир, казахський богатир
- Марія Виноградова — Баба-Яга
- Наталія Ченчик — Алтиншаш, наречена Батира
- Людмила Гнилова — Марія, наречена Івана
- Павло Сміян — Кощій Безсмертний / смерч
- Володимир Стьопін — дев

## Знімальна група
- Автор сценарію: Тамара Чуганова
Заурія Нурумбетова
- Режисер: Олександр Давидов
- Художник-постановник: Єлизавета Жарова
- Оператор: Людмила Крутовська
- Композитор: Ніна Савичева
- Звукооператор: Сергій Карпов